# Крип

Схематичне зображення зростання видовження з часом при сталому напруженні

Крип (рос. крип, англ. creep, нім. Kriechen n, Kriechvorgang m) – повільне зростання в часі пластичної деформації матеріалу при дії сил, менших за ті, що можуть викликати залишкову деформацію. Інша назва – повзучість.